# Asteromella atronitens
Asteromella atronitens är en svampart som beskrevs av Petr. & Cif. 1930. Asteromella atronitens ingår i släktet Asteromella, klassen Dothideomycetes, divisionen sporsäcksvampar och riket svampar.   Inga underarter finns listade i Catalogue of Life.